# 努海拉·本齐纳
努海拉·本齐纳（阿拉伯語：نهيلة بنزينة；1998年5月11日—），摩洛哥女子职业足球运动员，司职后卫，目前效力于皇家武装部队体育俱乐部和摩洛哥国家女子足球队。她曾代表摩洛哥参加2022年非洲女子世界杯和2023年国际足联女子世界杯等多场国际赛事。